# Zhang Xiaodong
Zhang Xiaodong (en chino: 张小冬; Zhanjiang, 4 de enero de 1964) es una deportista china que compitió en vela. Participó en los Juegos Olímpicos de Barcelona 1992, obteniendo una medalla de plata en la clase Lechner A-390.

## Palmarés internacional
| \| Juegos Olímpicos \| Juegos Olímpicos \| Juegos Olímpicos \| Juegos Olímpicos \| \| Año \| Lugar \| Medalla \| Clase \| \| ---------------- \| ------------------ \| ---------------- \| ---------------- \| \| 1992 \| Barcelona (España) \| Medalla de plata \| Lechner A-390 \| |                    |                  |               |
| Juegos Olímpicos |                    |                  |               |
| Año | Lugar              | Medalla          | Clase         |
| 1992 | Barcelona (España) | Medalla de plata | Lechner A-390 |